# Partia Jukonu
Partia Jukonu (ang. Yukon Party, fr. Parti du Yukon) – kanadyjska konserwatywna partia polityczna działająca w terytorium Jukon, na szczeblu terytorialnym.
Powstała w 1992 roku. Jej prekursorem była Yukon Progressive Conservative Party, która była związana z działającą na szczeblu ogólnokrajowym Postępowo-Konserwatywną Partią Kanady (Progressive Conservative Party of Canada).
Partia stanowi jedną z trzech głównych sił politycznych w terytorium, obok Nowej Partii Demokratycznej (New Democratic Party) oraz Yukon Liberal Party. Sprawowała władzę na szczeblu terytorialnym w latach 1992–1996 (premier John Ostashek) oraz 2002–2016 (premierzy Dennis Fentie i Darrell Pasloski).